# Gräberfeld am Högaberg
Das Gräberfeld am Högaberg in Grimeton liegt etwa zehn Kilometer östlich von Varberg in der schwedischen Provinz Hallands län und der historischen Provinz Halland in der Nähe der Kirche von Grimeton. Es ist eines der wenigen Felder, die von der Bronzezeit bis zum Ende der Wikingerzeit, also von ca. 1500 v. Chr. bis 1050 n. Chr., genutzt wurden.
Das Gräberfeld (schwedisch Gravfält) am Högaberg, ist eines der größten und vielgestaltigsten in Westschweden. 85 Monumente konzentrieren sich auf das rund 650 Meter lange eigentliche Gelände, weitere finden sich außerhalb. Der Südteil wird von den großen Anlagen dominiert. Im nördlichen Teil sind sie eher bescheidener. Die Trennlinie zwischen den Gruppen bildet ein Hohlweg, der den Standort mit dem Gräberfeld von Broåsen, zwei Kilometer westlich verband. Es handelt sich um:
- etwa 24 runde Steinsetzungen
- 17 unvollständige runde Steinsetzungen
- 11 Bautasteine, einer davon umgestürzt
- 11 runde Grabhügel
- 6 Rösen
- 5 Treuddar (eine davon unsicher)
- 4 Domarringe
- 3 rechteckige Steinsetzungen
- 1 schiffsförmiger Grabhügel
- 1 Schiffssetzung
- 1 unvollständige rechteckige Steinsetzung
- 1 unvollständige quadratische Steinsetzung

Der Großteil der Anlagen stammt aus der Eisenzeit. Einige konnten in die Bronzezeit. (1500–500 v. Chr.) datiert werden, so dass das Grabfeld rund 2500 Jahre als Begräbnis- und Kultplatz diente.